# 阿门多拉腊
阿门多拉腊（義大利語：Amendolara），是意大利卡拉布里亚大区科森扎省的一个市镇。总面积64平方公里，人口3108人，人口密度48.6人/平方公里（2009年）。ISTAT代码为078011。

## 地理
阿门多拉腊市镇与意大利的巴西利卡塔（Basilicata）地区接壤，靠奥尼亚海（Mar Jonio）岸。它分两部分：北边有旧城区，南边有海岸部。

## 词源
有可能它的名字来自希腊语 "Amygdalaria" 词。"Amygdalaria" 的意思是 "耕种扁桃的女人"，这个名字是因为阿门多拉腊市镇有很多扁桃树。